# Elsa Galvão
Elsa Maria de Matos Chaves da Silva Galvão, mais conhecida como Elsa Galvão (Lisboa, 29 de março de 1961), é uma actriz portuguesa.

## Biografia
Iniciou-se como actriz em 1980 no projecto Teatro Emarginato, tendo a partir de 1988, com a peça Maria Não Me Mates que Sou Tua Mãe de Camilo Castelo Branco, iniciado uma colaboração regular com Fernando Gomes (Como é Diferente o Amor em Portugal, Klassikus Kabaret, Amor Também de Perdição, Goodbye Século XX, Até as Coristas Falam, Uma Noite no Paraíso, O Gato das Notas, Os Três Mosqueteiros, A Vida Trágica de Carlota, Drakula.com, O Sangue, Vou Dar de Beber à Dor, O Corcunda de Notre Dame, A Ilha do Tesouro, Viva o Casamento, Divina Loucura). Foi dirigida por outros encenadores, como João Mota (El Grande de Coca-Cola ou Guerras de Alecrim e Manjerona de António José da Silva, A Pulga Atrás da Orelha de Feydeau, A Senhora Klein de Nicholas Wright), Adriano Luz (Um Certo Plume a partir de Michaux) Fernanda Lapa (Top Girls de Caryl Churchil, As Bacantes de Eurípides), Graça Correia (Eleanor Marx, Câmara Ardente de Harold Pinter, Queima Isto de Lanford Wilson), Teresa Sobral (Elefantes no Jardim de Virgílio Almeida), Diogo Infante (Um Vestido para Cinco Mulheres de Alan Ball), João Lagarto (Por Favor Deixe Mensagem de Michael Frayn).
Actriz regular na televisão, onde participou em séries como Médico de Família (SIC, 1998), Super Pai (TVI, 2001), Jornalistas (RTP, 1999), Inspector Max (TVI, 2004) e novelas como Ganância (SIC, 2000), Olhos de Água (TVI, 2001), Amanhecer (TVI, 2003), Queridas Feras (TVI, 2004) e O Jogo (SIC, 2004).
Estreou-se no cinema em O Miradouro da Lua (1993) de Jorge António, tendo sido dirigida por Luís Filipe Rocha em Camarate (2001) e A Passagem da Noite (2003).

## Teatro (últimas peças)
- 2017 - Karl Valentin Kabarett - Teatro do Eléctrico[2][3]
- 2017 - Crise no Parque Eduardo VII - Teatro da Comuna[4]
- 2018 - O Hóspede - Teatro da Comuna[5][6]
- 2018 - A Pior Comédia do Mundo - Teatro da Trindade[7]
- 2019 - Saturday Night Fever - Casino do Estoril[8]
- 2020 - Sem Flores Nem Coroas - Teatro São Luiz[9]
- 2020 - A Ratoeira - Teatro Armando Cortez[10]